# 남설현
남설현(南설현, 1990년 2월 10일 ~ )은 대한민국의 전 축구 선수이며, 포지션은 미드필더였다.